# Хлуднево
Хлуднево — деревня в Думиничском районе Калужской области России. Центр хлудневской игрушки. Расположена на реке Которянка.

## История
Деревня Хлуднево образовалась в середине XV века. Входила в приход Пятницкой церкви села Которь.
В 1780 владельцами деревни Хлуднево (51 двор, 361 житель) и поместья в 1626 десятин земли числятся:
- Павел Леонтьевич Тимирязев (р.1730, сын умершего в 1737 Леонтия Павловича Тимирязева и внук умершего в 1722 стольника Павла Степановича Тимирязева).
- Александр Осипович Лыков, зять (с 1773) П. Л. Тимирязева.
- Мария Михайловна Яблочкова.

Возможно, первым из рода Тимирязевых владельцем части («жеребья») деревни Хлуднево был воевода Степан Богданович Тимирязев (ум. не позже 1707) — отец вышеназванного Павла Стапановича Т. и предок знаменитого ученого Климента Аркадьевича Тимирязева.
По легенде, в конце 18 или начале 19 века один из хлудневских помещиков выиграл в карты несколько крестьян и поселил их на краю деревни, в месте, называемом Бобровка. Эти крестьяне оказались хорошими мастерами гончарного искусства. С тех пор Хлуднево стало центром гончарного промысла Жиздринского уезда.
В книге «Материалы для географии и статистики России, собранные офицерами генерального штаба. Калужская губерния.» (1864 г.) сказано, что рядом с д. Хлуднево добывается голубая глина, из которой местные жители делают посуду. Там же расположены каменные карьеры г. Мальцова, в которых под слоем известняка тоже залегает глина хорошего качества.
В 1860 году деревня Хлуднево числилась за промышленником С. И. Мальцовым. Были и другие землевладельцы — Фёдор Николаевич Тимирязев (правнук вышеупомянутого П. Л. Тимирязева и внук генерал-майора Фёдора Павловича Т.), Д. А. Алексеева, С.С. Енгалычев, М.М., О.М., Л.М., В.М., Н.М., Н.М., С.М. Жабины, Дурново К.Н. После отмены крепостного права пашенные и сенокосные площади выкупили крестьяне.
С 1920-х годов до 1954 года Хлуднево — центр сельсовета. По данным Всесоюзной переписи мелкой промышленности (1929), в деревне из 130 домохозяйств в 76 занимались гончарным промыслом. В 1929 году организована промартель «Красный гончар» по производству глиняной посуды (работала до войны).

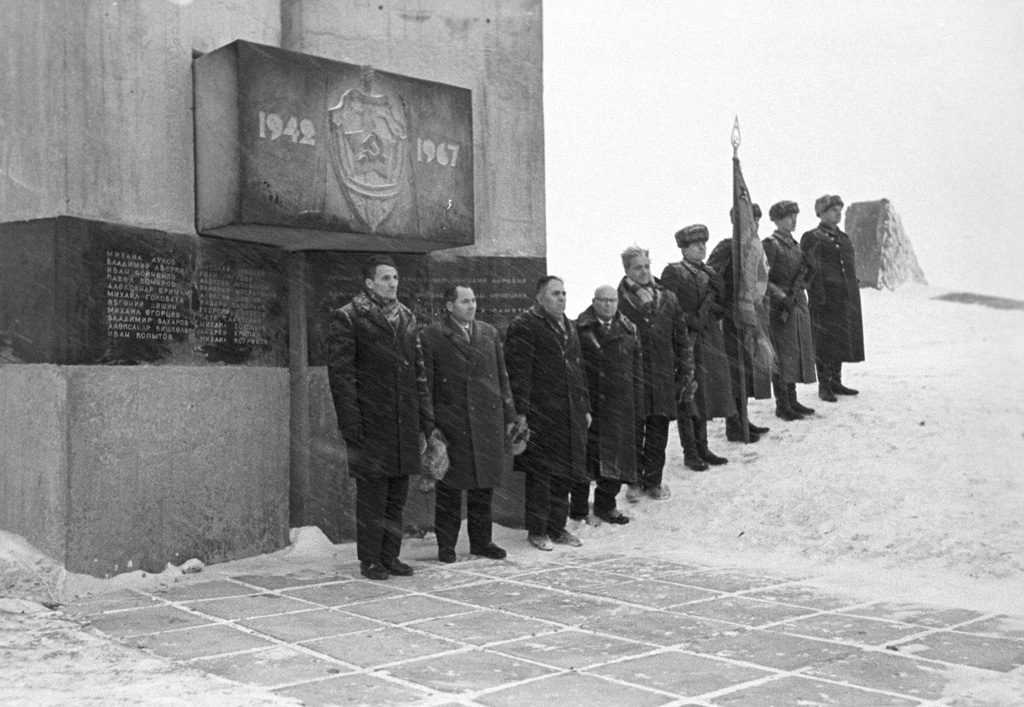
Открытие памятника лыжникам-чекистам. Декабрь 1967 г.

Памятник лыжникам-чекистам

В 1934 году рядом с деревней прошла железная дорога Сухиничи — Фаянсовая, была устроена остановка платформа 144 км.
5 октября 1941 года Думиничский район оккупировали фашистские войска. Первый раз Хлуднево было освобождено 6 января 1942 года, но 21 января деревню снова заняли фашисты. 31 января 1942 года Хлуднево освободил 1103 полк 328-й сд. В одном из боев за деревню погиб отряд ОМСБОН в составе 22 бойцов, в том числе герой Советского Союза Лазарь Паперник. В 1967 чекистам-лыжникам поставили памятник в виде стелы на братскую могилу.
Хлудневский колхоз назывался им. Ворошилова, затем (с 1957) «Путь жизни», с февраля 1959 года — «Россия». В том же году, в сентябре, он объединился с колхозом «Боевик» села Которь при сохранении названия. С 1969 года — совхоз «Воймировский» с центром в с. Которь.
Гончарный промысел по производству глиняной посуды развивался в Хлудневе до конца 1950-х. Изделия возили на продажу в Сухиничи и Брянск. Потом спрос на крынки и горшки упал, да и в колхозе стали платить зарплату, и многие мужики побросали работу с глиной.
C 1946 года недалеко от деревни работал Хлудневский каменный карьер (до середины 90-х) — сначала как кооперативное, с 1956 года — как государственное предприятие.
В 2007 году в нескольких км от деревни (в сторону Павловки) был построен Хлудневский щебеночный завод.
В 1998 году — 60 дворов, 128 жителей.
Сейчас в деревне Хлуднево имеется 27 хозяйств. Условно делится на две части — Бобровки и Михвановка. По переписи населения - 78 жителей. Деревня известна на всю Россию благодаря своим глиняным изделиям — хлудневская игрушка.

## Население
| 2002 | 2010 | 2012 |
| ---- | ---- | ---- |
| 108  | ↘70  | ↗81  |

## Фото

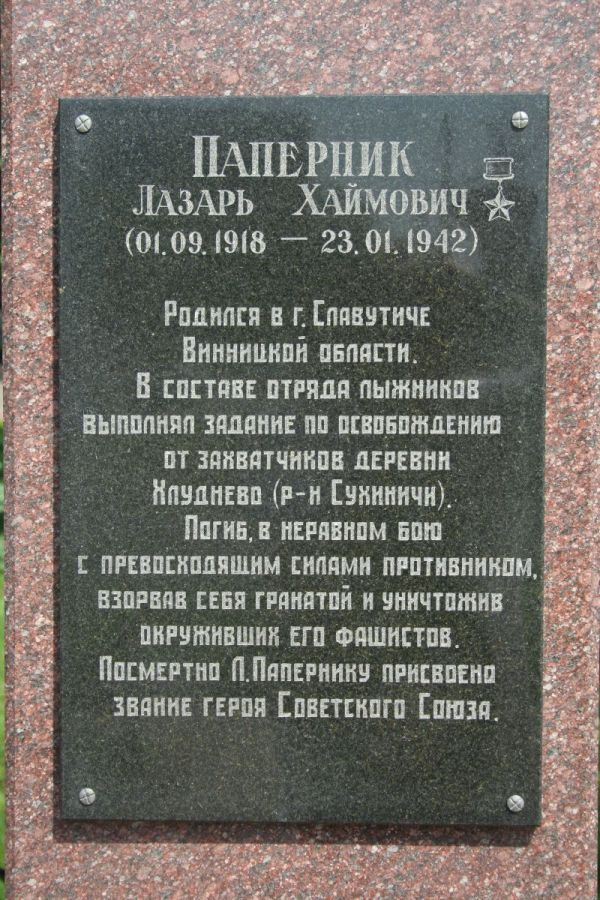
Гранитная доска на памятнике Лазарю Папернику
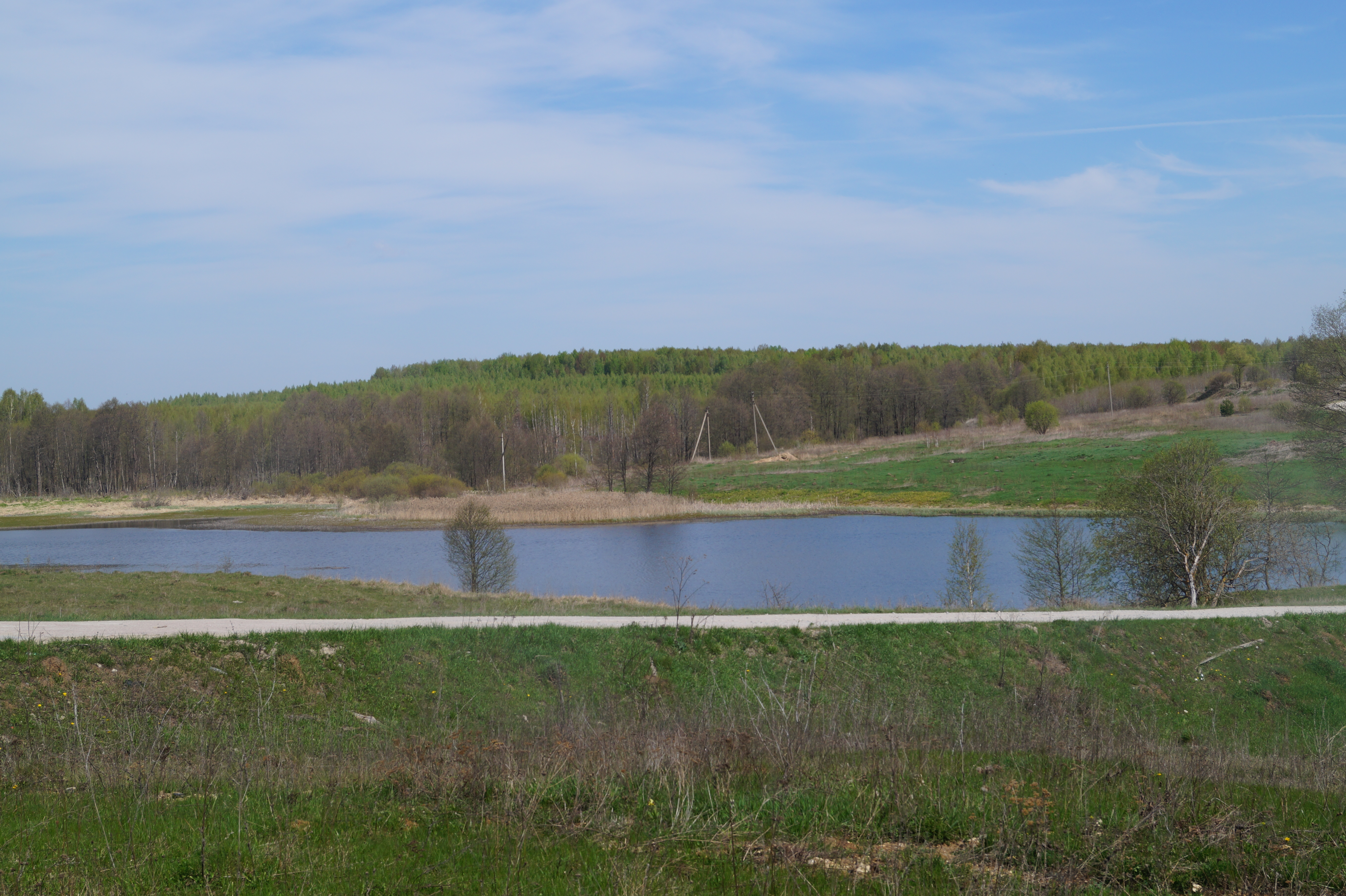
Пруд
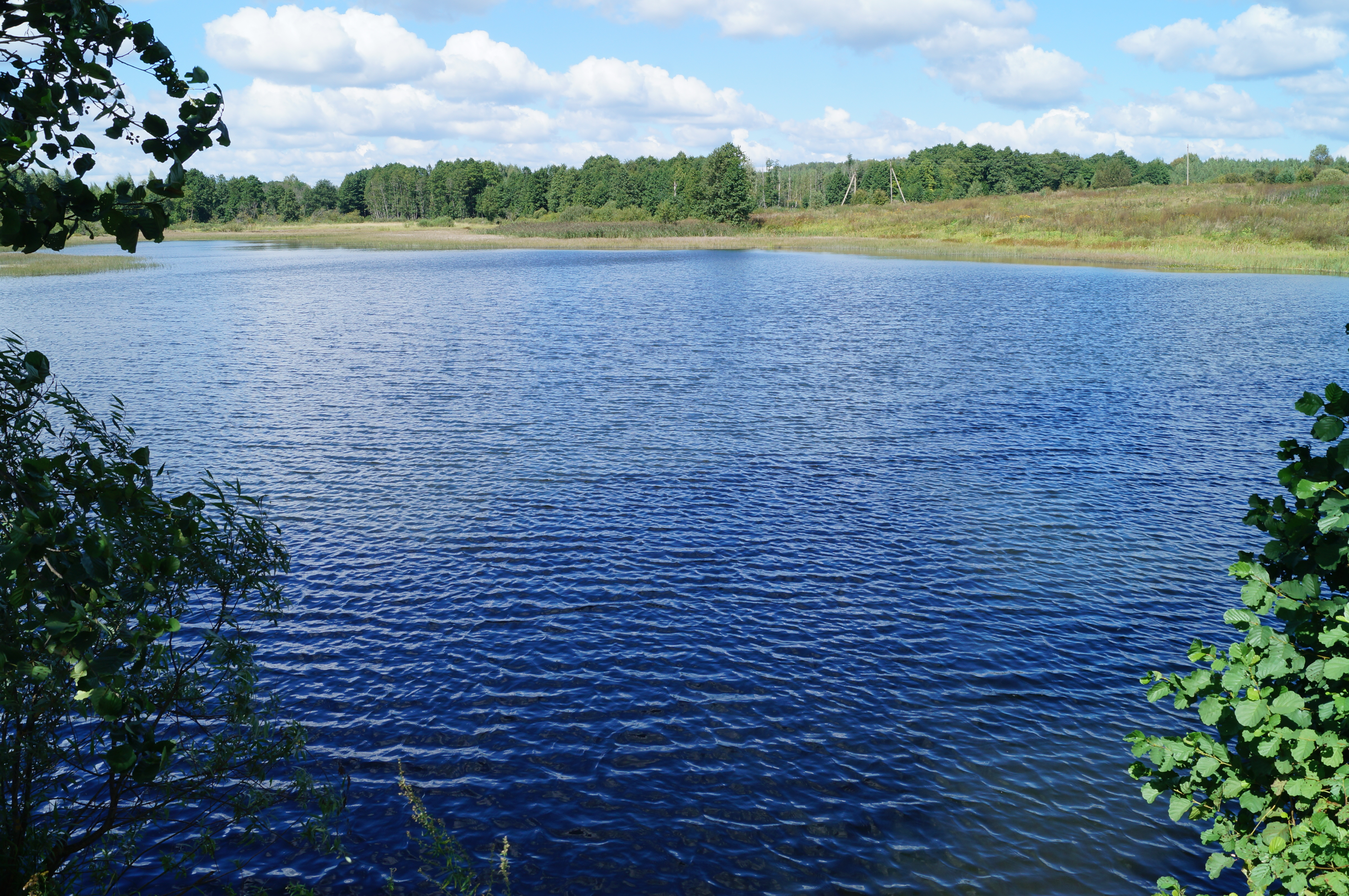
Пруд
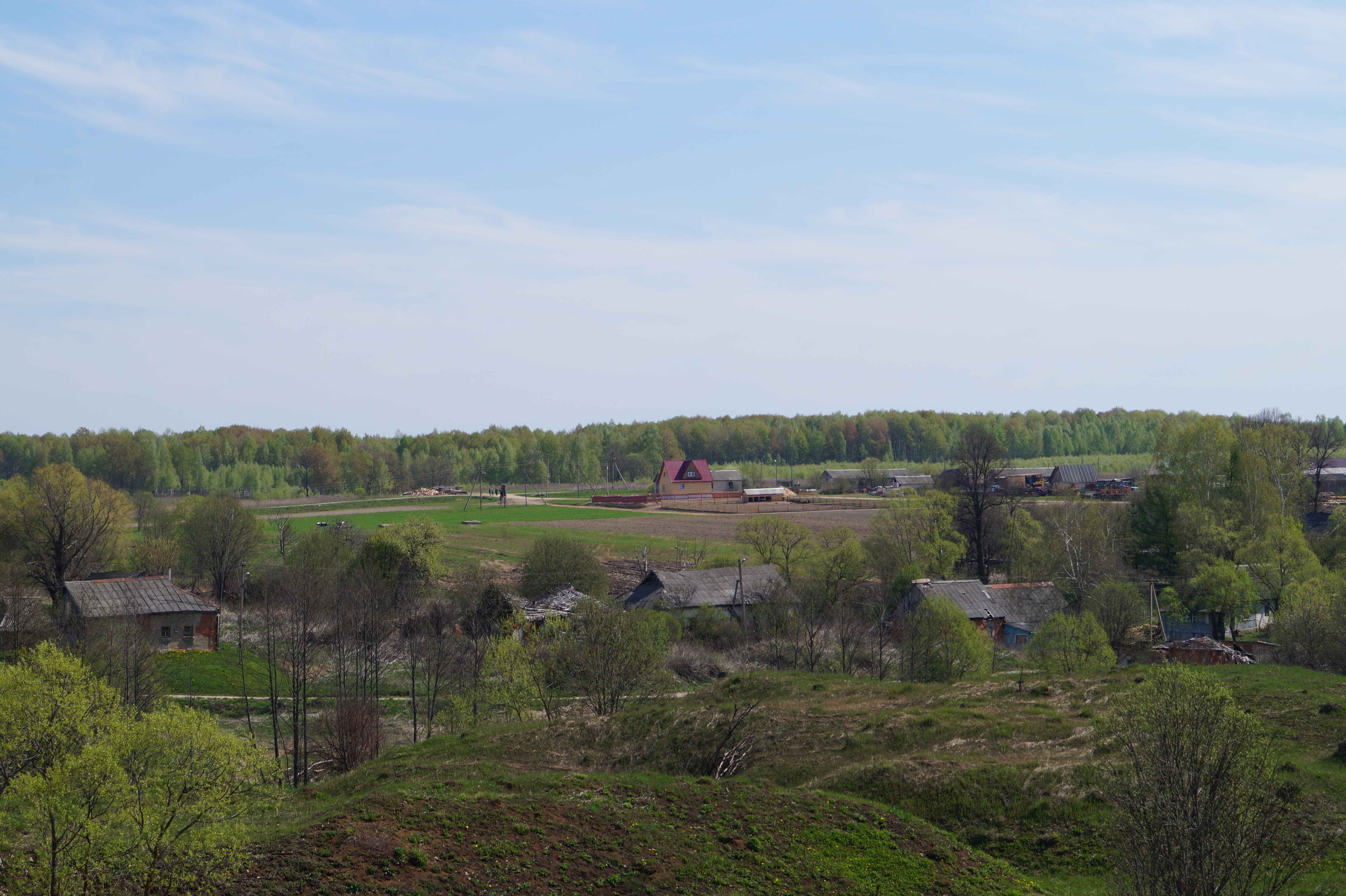
Хлуднево